# 绰斯甲乌头
绰斯甲乌头（学名：Aconitum chuosjiaense）为毛茛科乌头属下的一个种。

## 扩展阅读
- 維基物種上的相關：绰斯甲乌头